# Syntretus subglaber
Syntretus subglaber är en stekelart som beskrevs av Papp 2004. Syntretus subglaber ingår i släktet Syntretus och familjen bracksteklar. Inga underarter finns listade i Catalogue of Life.